# Герб Вануату
Герб Вануату був прийнятий в 1980 році після здобуття незалежності англо-французьким кондомініумом Нові Гебриди (колишня назва країни).

## Опис
На гербі зображено меланезійського воїна чи вождя зі списом у руках, який стоїть перед вулканом. У нижній частині герба розташований національний девіз країни: «Long God yumi stanap» (в перекладі з мови біслама «За Богом ми стоїмо»). Позаду зображення воїна — державна емблема Вануату: два зелених листи саговників, за якими — срібне кабаняче ікло.
Листя саговників символізують мир, а кабаняче ікло — добробут (у Вануату кабан — символ багатства). Державний девіз країни був створений першим прем'єр-міністром Республіки Вануату, англіканським священником Волтером Ліні.